# Els Picapedra al castell de Rockula i Frankesrock
Els Picapedra al castell de Rockula i Frankesrock (títol original en anglès, The Flintstones Meet Rockula and Frankenstone) és un especial de televisió animat de Halloween de 1979 que inclou Els Picapedra. Va ser produït per Hanna-Barbera i es va emetre per primera vegada el dimarts 30 d'octubre de 1979 a l'NBC. Es va doblar al català.
A més del repartiment de veus original habitual d'Els Picapiedra, John Stephenson i Ted Cassidy van interpretar el comte Rockula i Frankesrock, respectivament.